# William MacGillivray
William MacGillivray (Aberdeen, 25 janvier 1796 - Aberdeen, 4 septembre 1852) était un naturaliste et ornithologue écossais.
MacGillivray est né à Aberdeen mais a grandi à Harris. Il retourna à Aberdeen pour étudier la médecine au King's College.
En 1823, il devint professeur assistant d'histoire naturelle à l'université d'Édimbourg. À partir de 1831, il fut conservateur du muséum de la Royal Society of Surgeons toujours à Édimbourg, puis depuis 1841, professeur d'histoire naturelle au Marischal College, à Aberdeen.
Il mourut à Aberdeen et fut inhumé au cimetière d'Edinburgh's New Calton.
MacGillivray était un ami de Jean-Jacques Audubon, et participa largement à son Ornithological Biographies de 1830 à 1839.

## Liste partielle des publications
- 1833 : A Biography of Alexander von Humboldt.
- 1834 : Lives of eminent zoologists from Aristote to Linnaeus.
- 1835 : A Systematic Arrangement of British Plants.
- 1838 : A History of British Quadrupeds (Chatto & Windus, Londres)  – Exemplaire numérique disponible sur Internet Archive.
- 1840 : A manual of botany, comprising vegetable anatomy and physiology, or, The structure and functions of plants, with remarks on classification (A Scott, Londres) – Exemplaire numérique disponible sur Internet Archive.
- 1843 : A History of the Molluscous Animals of Aberdeen, Banff and Kincardine.
- 1840-1842 : A manual of British ornithology : being a short description of the birds of Great Britain and Ireland... (Scott, Webster, and Geary, Londres) – Exemplaire numérique disponible sur Internet Archive.
- 1837-1852 : A History of British Birds, indigenous and migratory, en cinq volumes.
- 1843 : A history of the molluscous animals of the counties of Aberdeen, Kincardine and Banff, to which is appended an account of the cirripedal animals of the same district – Exemplaire numérique disponible sur Internet Archive.
- 1844 : History of the molluscous animals of Scotland (Londres) – Exemplaire numérique disponible sur Internet Archive.
- 1846 : Manual of British birds : including the essential characteristics of the orders, families, genera, and species (Adam Scott, Londres) – Exemplaire numérique disponible sur Internet Archive.
- 1855 : Natural History of Deeside and Braemar fut publié de façon posthume.

## Orientation bibliographique
- 1901 : A memorial tribute to William MacGillivray (Édimbourg) – Exemplaire numérique sur Internet Archive.
- 1910 : Life of William MacGillivray (Murray, Londres) – Exemplaire numérique sur Internet Archive.